# Конституция Удмуртской АССР (1978)
Конститу́ция Удму́ртской АССР 1978 года — основной закон Удмуртской Автономной Советской Социалистической республики; утверждён 31 мая 1978 года на Внеочередной 9-й сессии Верховного Совета Удмуртской АССР в г. Ижевске.
Конституция определяла основы общественного строя и политики, национально-государственное и административно-территориальное устройство, состав высших и местных органов государственной власти и управления, права граждан Удмуртии, их взаимоотношения с другими народами, в том числе за пределами СССР и другие важнейшие вопросы жизнедеятельности республики.

## История принятия
Вслед за принятием 7 октября 1977 г. Конституции СССР началась работа над проектами и принятие конституций союзных, а затем и автономных республик. Весной 1978 г. состоялись внеочередные сессии Верховных Советов союзных и автономных республик, на которых были утверждены их новые конституции. Конституции автономных республик 1978 г. развивали, дополняли и уточняли положения Конституций СССР и РСФСР. Если Основной закон СССР устанавливал основы правового положения автономных республик и общие принципы построения и деятельности её органов власти и управления, то Конституции автономных республик подробно определяли их правовое положение, очерчивали объём компетенции, регламентировали порядок и формы деятельности Верховных Советов и их Президиумов, а также Советов Министров АССР.
27 июня 1977 г. на шестой сессии Верховного Совета Удмуртской АССР девятого созыва была создана полномочная комиссия в составе 38 человек по подготовке проекта Конституции Удмуртской АССР. В неё входили опытные партийные и советские работники, а также представители всех слоев трудящихся. Для разработки и рассмотрения положений Конституции Удмуртской АССР широко привлекались ученые, специалисты различных отраслей народного хозяйства, работники государственных органов, общественных организаций и трудовых коллективов.
12 мая 1978 г. проект новой Конституции рассмотрен на заседании конституционной комиссии. Комиссия, в основном, одобрила проект Конституции и приняла решение выйти с ходатайством в Президиум Верховного Совета Удмуртской АССР для решения вопроса о вынесении его на всенародное обсуждение. Проект Конституции УАССР 16 мая был опубликован в республиканских газетах «Удмуртская правда» на русском, «Советской Удмуртия» на удмуртском языках.
В ходе всенародного обсуждения в автономной республике состоялось 11 258 собраний в трудовых коллективах и по месту жительства граждан. В них приняли участие 807 174 человека, или 89,5 процента всего взрослого населения. Проект Конституции обсуждён на сессиях 8 районных, городских и 68 сельских и поселковых Советов народных депутатов. На них присутствовало 4 326 и выступило 395 человек. Кроме того, с обсуждением проекта Основного закона Удмуртской АССР выступили в республиканской и местной печати, по радио и телевидению 287 человек.
29 мая 1978 года состоялось заключительное заседание Комиссии Верховного совета Удмуртской АССР по подготовке проекта Конституции автономной республики, на котором были рассмотрены итоги всенародного обсуждения проекта Конституции. Комиссия в основном одобрила проект и приняла решение о внесении его на рассмотрение Президиума Верховного Совета УАССР, при этом с учётом предложений граждан в проекте были изменены 5 статей. 30 мая 1978 года Президиум Верховного Совета УАССР на своём заседании одобрил представленный конституционной комиссией проект Конституции со всеми изменениями и дополнениями. Внеочередная 9-я сессия Верховного Совета УАССР 9-ю созыва открылась в 14 часов 30 мая 1978 г. в большом зале Дома политического просвещения обкома КПСС.
Верховным Советом была образована Редакционная комиссия по подготовке окончательного текста проекта Конституции УАССР из 21 человека, которая 30 мая 1978 года рассмотрела все высказанные замечании и одобрила их. 29 мая 1978 г. состоялось очередное заседание Конституционной комиссии, которая рассмотрела проект новой Конституции Удмуртской АССР с учётом предложений и поправок, поступивших в ходе его всенародного обсуждения в республике.
Две недели продолжалось всенародное обсуждение проекта новой Конституции Удмуртской АССР. Новая Конституция Удмуртской АССР была принята 31 мая 1978 г. внеочередной девятой сессией Верховного Совета Удмуртской АССР девятого созыва. В отличие от предыдущих Основных законов АССР Конституция 1978 г. была принята высшим органом государственной власти автономной республики в окончательной форме, поскольку новое конституционное законодательство СССР и союзных республик не предполагало утверждения Конституций АССР Верховным Советом союзных республик. Последние лишь приняли к сведению на заседаниях своих Президиумов, что Верховным Советом автономных республик утверждены новые Конституции Автономных Советских Социалистических Республик, которые соответствуют Конституции СССР и Конституции союзной республики и учитывают особенности каждой автономной республики.

## Особенности
По сравнению с Конституцией Удмуртской АССР 1937 г. Конституция УАССР 1978 г. в области компетенции АССР отличалась существенными особенностями. Во-первых, автономная республика получала больше правомочий по обеспечению комплексного экономического и социального развития. Во-вторых, конституционное законодательство содержало бланкетные нормы, сохраняющие за текущими актами СССР, союзной и автономной республик возможность для развития компетенции АССР.
В отличие от Конституции 1937 г. Конституция Удмуртской АССР 1978 г. определяла статус народного депутата (глава 10). Конституционное закрепление полномочий прав и обязанностей депутатов способствовало улучшению деятельности Советов всех уровней. Депутат, не оправдавший доверия избирателей, мог быть в любое время отозван по решению большинства избирателей в установленном законом порядке (статья 91).

## Основные положения
Статья 71 Основного закона позволяла Удмуртской АССР самостоятельно определять свое районное деление и решать иные вопросы административно-территориального устройства, в соответствии с законодательством РСФСР. Территория состояла из 25 районов и 5 городов республиканского подчинения (статья 72).
Решения высших органов государственной власти Удмуртской АССР по административному устройству представлялись на утверждение Президиума Верховною Совета РСФСР. Так, пункт 7 статьи 103 Конституции УАССР устанавливал, что Президиум Верховного Совета Удмуртской АССР «образует города районного подчинения, районы в городах, производит их наименование и переименование, а также переименование иных населенных пунктов и представляет на утверждение Президиума Верховного Совета РСФСР решения по этим вопросам». Некоторые вопросы административно-территориального устройства решались Президиумом Верховного Совета Удмуртской АССР самостоятельно, в частности, образование и упразднение сельсоветов, отнесение населенных пунктов к категории рабочих, курортных и дачных поселков и иные вопросы (пункт 8 статьи 103).
Удмуртская АССР имела своё гражданство. В соответствии с установлением в СССР единого союзного гражданства, каждый гражданин Удмуртской АССР являлся гражданином РСФСР и СССР. На территории Удмуртской АССР граждане РСФСР и других союзных республик пользовались одинаковыми правами с гражданами Удмуртской АССР. Граждане Удмуртской АССР за пределами территории СССР пользовались защитой и покровительством Советского государства (статья 28). Однако УАССР не имела право приёма в гражданство.
По новой Конституции Удмуртской АССР (статья 96) был расширен круг субъектов права законодательной инициативы в Верховном Совете УАССР. Этим правом стали обладать Президиум Верховного Совета, Совет Министров УАССР, депутаты, постоянные и иные комиссии Верховною Совета УАССР, Верховный суд УАССР, Прокурор УАССР. Правом законодательной инициативы обладали также общественные организации в лице республиканских и соответствующих им органов.
В статье 107 Конституции Удмуртской АССР впервые было закреплено правовое положение постоянных комиссий Верховного Совета УАССР. Постоянным комиссиям отводилась важная роль в предварительном рассмотрении и подготовке вопросов, относящихся к ведению Верховного Совета, содействии претворению в жизнь законов Удмуртской АССР и решений Верховного Совета и его Президиума, а также в осуществлении контроля за деятельностью государственных органов и организаций.